# Associazione per la difesa della natura
L'Associazione per la difesa della natura (Associació per a la Defensa de la Natura o ADN) è nata nel 1986.
Si tratta di una ONG che si propone di proteggere e studiare la natura in Andorra.
È il rappresentante di BirdLife International in Andorra.